# Peder Troldborg
Peder Troldborg (født 1. august 1963) er en dansk atlet. 
Peder Troldborg kommer oprindelig fra Holstebro-området (Årets Sportsnavn 1983 og 1989) og har løbet for flere forskellige klubber; AK Holstebro, Sparta og løber nu for Aarhus 1900. Hans primære discipliner er maraton og 3000 meter forhindring. Han blev i 2004 europæisk mester på 3000 meter forhindring for veteraner og har deltaget i både VM halvmarathon og VM Cross. 
Peder Troldborg har vundet det traditionsrige motionsløb ved Marselisborg i Aarhus, Marselisløbet. På 6 km'eren har han vundet i 1997, 1998, 1999, 2001 og i 2002. Han har vundet 12 km'eren i 1991, 1994 og 2003.
Peder Troldborg har skrevet bøgerne: 
- Hvor er vi nu? Glimt fra en løbers univers, 2019.
- Er vi nu her igen? Glimt fra en løbers univers, 2022.

## Mesterskaber

### Danske mesterskaber
- 1988: 3000 meter forhindring
- 1989: 3000 meter forhindring
- 1991: 3000 meter forhindring
- 1992: 10000 meter

### Danske veteranmesterskaber
- 2005: Maraton 40-44 årige
- 2003: 1500m 40-44 årige
- 2001: 4km cross 35-39 årige
- 2015: 5000m 50-54 årige

### Europæiske veteranmesterskaber
- 2004: 3000 meter forhindring .

## Titler
Han blev i 2001, 2002, 2003, 2004, 2005 og i 2006 nummer to til DM på 3000 forhindring. Fra 2001-2005 vandt Morten Tjalve fra OA/OGF, og i 2006 blev han besejret af sin holdkammerat fra Aarhus 1900, Benjamin Wolthers. 
Han blev også nummer to i 1987 og 1993. Det rakte til en 3. plads for ham i 1986.

## Maraton
Han var i en årrække en af Danmarks bedste på maratondistancen og praktiserede en egen alternativ træning. Hvor mange langdistanceløbere træner mere end 150 km i ugen, trænede han cirka 90 km om ugen fordelt på 10-14 ture á 7-13 km, hvoraf 25-40 % var i maratontempo eller hurtigere. Han blev i 2005 nummer to til DM på maratondistancen (H.C. Andersen Marathon), vinderen blev Herning Løbeklubs Søren Palshøj.

### Maratonresultater
New York City Marathon
- 2007: 2.28.42 – samlet nr. 22 – nr. 3 blandt veteraner
- 2006: 2.26.14 – samlet nr. 36 – nr. 2 blandt veteraner
- 2005: 2.26.58 – samlet nr. 30 – nr. 3 blandt veteraner
- 2004: 2.26.36 – samlet nr. 27 – nr. 3 blandt veteraner
- 2003: 2.25.51 – samlet nr. 30 – nr. 3 blandt veteraner

Berlin Marathon
- 2009: 2.30.34 – samlet nr. 64
- 2008: 2.26.18 – samlet nr. 34

Hamburg Marathon
- 2006: 2.24.57 – samlet nr. 27
- 2003: 2.25.18 – samlet nr. 21

Zürich Marathon
- 2005: 2.23.28 – samlet nr. 20

Copenhagen Marathon
- 2009: 2.30.35 – samlet nr. 6
- 2008: 2.28.46 – samlet nr. 7
- 2007: 2.28.16 – samlet nr. 3
- 2005: 2.26.51 – samlet nr. 3
- 2004: 2.23.48 – samlet nr. 2
- 2002: 2.29.20 – samlet nr. 3

H.C. Andersen Marathon
- 2005: 2.25.32 – samlet nr. 10 – nr. 2 blandt danskere

Aarhus Marathon
- 2003: 2.27.16 – samlet nr. 1
- 2002: 2.29.25 – samlet nr. 1

## Personlige Rekorder
- 5000 meter: 13.43.59 (92)
- 10000 meter: 29.15.69 (89)
- 3000 meter forhindring: 8.35.09 (92)
- Halvmaraton: 1.04.33 (91)
- Maraton: 2.23.28 (05)